# Benny Astor
Benny Astor, född 26 januari 1958, är en musiker, underhållare, marknadsförare, försäljare, före detta krögare och före detta idrottsperson från Borlänge.
En av frontfigurerna i Apopocalyps (senare ändrat till Apopo) som var ett av Sveriges första afterski/beachband. Bandet har släppt fem skivor. Den mest kända låten är Gunga, 14 veckor på svensktoppen 1992, skriven av Benny Astor och Fredrik Boström.
Under perioden 2013-2017 klubbchef på Dalarnas Vackraste Golfbana, Gagnefs GK. Benny var året 2015 en av fem nominerade till Årets klubbchef bland nästan 500 golfklubbschefer. Under Bennys fyraårsperiod ökade medlemsantalet ifrån konkursmässiga 300 medlemmar till nästan 800. 
Benny Astor är före detta ordförande i IK Brage från Borlänge. 
2014 släpptes ytterligare ett album med Apopocalyps.
2009 gjorde Apopocalyps 2 nya singlar, Ge mig värme skriven av Fredrik Boström (text och musik) och Benny Astor (text) samt Rudolf med Röda Mulen i en ska-version. Benny & Nisse har lagt av 22 juli 2011. 2011 bildades underhållningsgruppen TRE och en halv MÄN tillsammans med Håkan Frisk och Mats Frippe Frimodigs. Sedan 2014 uppträder Benny i trubadurformat ensam med bakgrunder. 